# Dysidea rhax
Dysidea rhax är en svampdjursart som beskrevs av de Laubenfels 1954. Dysidea rhax ingår i släktet Dysidea och familjen Dysideidae.
Artens utbredningsområde är havet kring Mikronesien. Inga underarter finns listade i Catalogue of Life.